# Championnat d'Amérique du Sud masculin de volley-ball 1987
Le Championnat d'Amérique du Sud de volley-ball masculin 1987, 17e du nom s'est déroulé en 1987 à Montevideo ( Uruguay).

## Classement final
| Place              | Équipe    |
| ------------------ | --------- |
| Médaille d'or      | Brésil    |
| Médaille d'argent  | Argentine |
| Médaille de bronze | Venezuela |
| 4                  | Paraguay  |